# Lungești
Lungești es una comuna ubicada en el distrito Vâlcea, Rumania.

## Superficie
Posee una superficie de 59,58 kilómetros cuadrados.

## Demografía
Hasta 2021 la población era de 3149 habitantes, con una densidad de población de 52,85 habitantes por kilómetro cuadrado.